# سرای توکلی
سرای توکلی مربوط به اوایل دوره پهلوی است و در شهرضا، بازار شهرضا، خیابان شهید محمد منتظری واقع شده و این اثر در تاریخ ۲۴ اسفند ۱۳۸۳ با شمارهٔ ثبت ۱۱۵۹۲ به‌عنوان یکی از آثار ملی ایران به ثبت رسیده است.